# Klara Mälarstrand

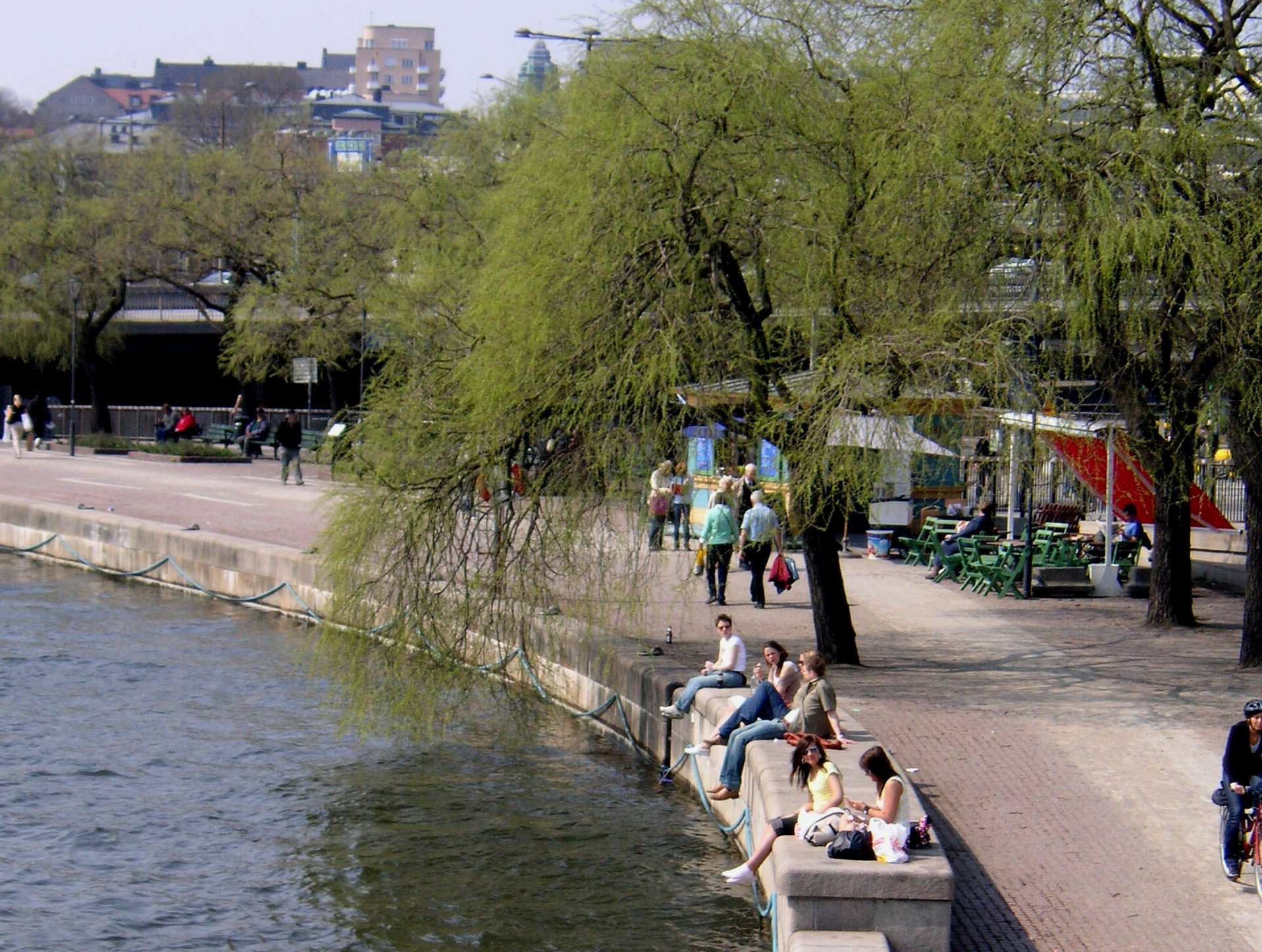
Klara Mälarstrand, maj 2006.

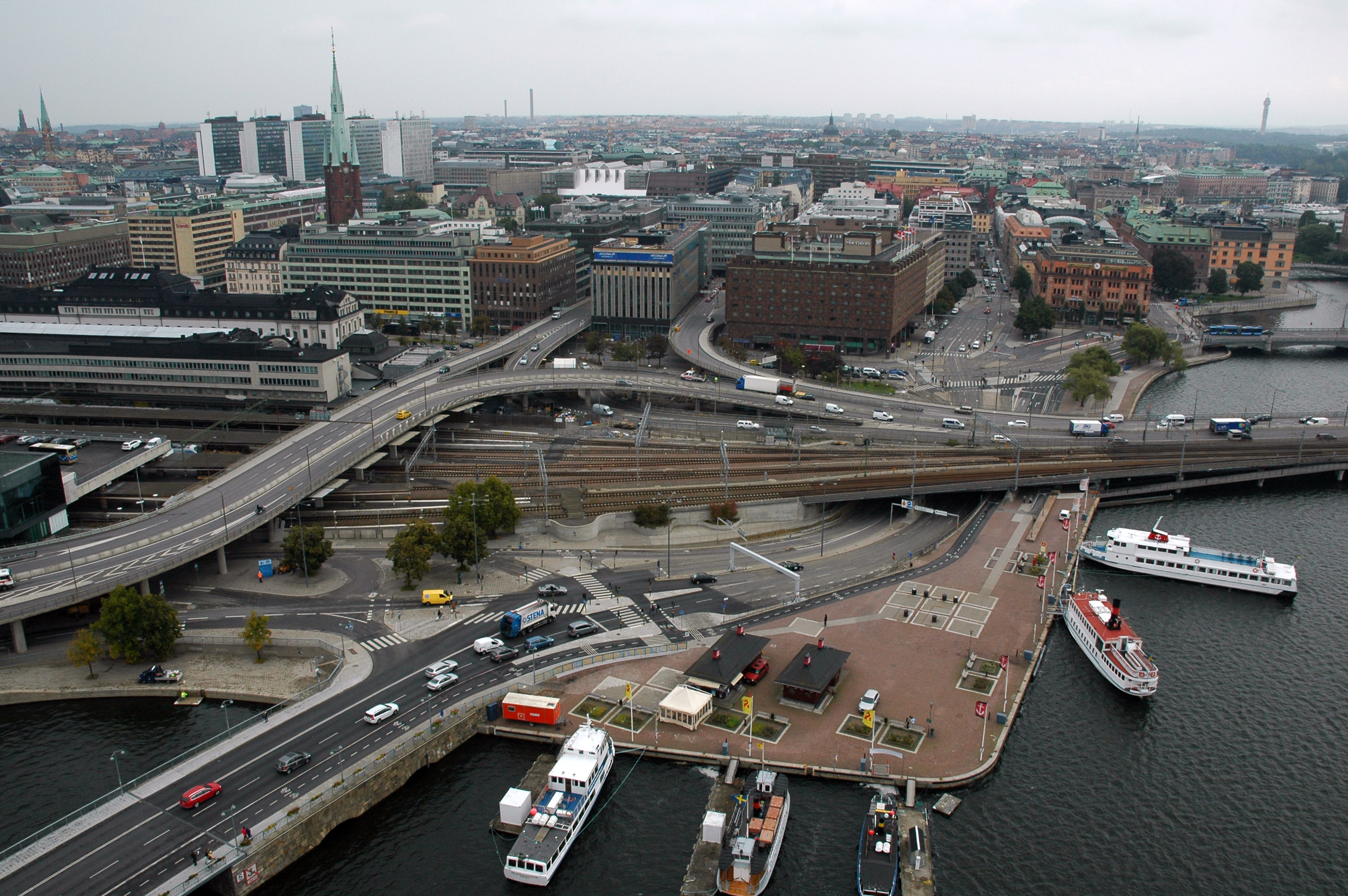
Utsikt över Klara Mälarstrand från rådhustornet, 2012.

Klara Mälarstrand är ett kaj- och parkområde intill Riddarfjärden på Norrmalm i centrala Stockholm. Området sträcker sig från Stadshusbron i väst under Centralbron och längs Tegelbacken till Vasabron i öst. Vid Klara Mälarstrands västra sida, som även kallas Stadshuskajen avgår Mälarbåtarna.
Klara Mälarstrand fick sitt namn 1927, som anknyter till Klarakvarteren och till Mälaren. Sedan Järnvägsparken genom ombyggnad på 1960-talet förlorade sin betydelse, har Klara Mälarstrand med sin närhet till Stockholms centralstation och Stockholms Stadshus samt läget intill Riddarfjärden blivit ett omtyckt turistmål.